# Village de Voisins
Cet article concerne tableau d'Alfred Sisley. Pour tableau de Camille Pissarro, voir Le Village de Voisins. Pour le village, voir Voisins (Louveciennes).
Pour les articles homonymes, voir Voisins.
Village de Voisins est un tableau d'Alfred Sisley. Il se trouve actuellement au musée d'Orsay au 2e étage dans la section 32 (Monet-Renoir-Pissarro-Sisley) et a été acquis en 1911 par legs du comte Isaac de Camondo.
Le village de Voisins est aujourd'hui un quartier de la ville de Louveciennes, dans le département des Yvelines, où Alfred Sisley vécut de 1870 à 1874.

## Description
Il est décrit dans le catalogue de la vente de la collection de François Depeaux : « Un chemin herbeux et rayé d’ornières s’éloigne, dans le milieu du tableau, entre deux palissades que continue à gauche un grand pignon et qui renferment, à droite, une maison à pignon percée de deux baies ouvertes et quelques arbres fruitiers. A droite, des fagots à la lisière d’un champ. Du même côté, une femme causant par-dessus la palissade. Au bout du chemin, et à gauche, des habitations entourées de grands arbres. Ciel bleu avec des flocons de nuages, à droites. »

## Provenance
- 1891 à 1893, Paul Durand-Ruel, acheté le 25 août 1891
- 1893, collection Isidore Montaignac, acheté le 12 avril 1893
- François Depeaux, Rouen
- vente Depeaux-Décap, Me Lair-Dubreuil, galerie Georges Petit, Paris, 31 mai 1906 et 1er juin 1906, no 56
- 1906 à 1911, collection du comte Isaac de Camondo, Paris (6100 francs[1])
- 1911, legué aux Musées nationaux pour le musée du Louvre, Paris
- De 1911 à 1947, musée du Louvre, Paris (exposé à partir de 1914)
- De 1947 à 1986, musée du Louvre, galerie du Jeu de Paume, Paris
- 1986, musée d'Orsay, Paris